# Madeleine Lauw
Madeleine Lauw (* 1990 in Fulda) ist eine deutsche Künstlerin.

## Leben

### Ausbildung
Madeleine Lauw absolvierte von 2009 bis 2012 eine Ausbildung zur Musicaldarstellerin an der Joop van den Ende Academy in Hamburg. Als Abschlussprojekt wurde 2012 Stephen Sondheims Company im Kehrwieder-Theater aufgeführt, in dem sie die Joanne spielte. Während ihrer Ausbildung hatte sie erste Bühnenauftritte in Working – das Musical in den Rollen der Roberta und Delores, in Notes on a Requiem als Solistin und in Der Heiratsantrag als Natalja Stepanovna. Sie absolvierte außerdem ein Studium der Germanistik und Politikwissenschaften (B.A.) an der Universität Hamburg. Dort hat Lauw auch einen Master im Fach Deutschsprachige Literaturen mit dem Schwerpunkt kulturwissenschaftliche Mediävistik absolviert.

### Künstlerische Arbeit
Lauw wirkte zunächst als Musicaldarstellerin. Von 2012 bis 2013 spielte sie die Rolle der Novizin Mary Robert im Musical Sister Act am Apollo Theater in Stuttgart, seit März 2014 verkörperte sie die Sophie im Musical Mamma Mia! im Raimund Theater in Wien. In der Rockoper Jesus Christ Superstar am Gärtnerplatztheater in München übernahm sie als Solistin 2014 eine Nebenrolle. Weitere Engagements u. a. am Staatstheater Braunschweig oder Theater Lübeck. 
Nach diesen Erfahrungen entfernte sie sich vom Musical und wirkt seither immer mehr in der Freien Szene in Hamburg, wo sie sich immer mehr performativen Arbeitsweisen widmet. Seit 2020 ist sie Teil des Theater- und Performancekollektivs Show and Tell mit Arbeiten am Lichthof Theater und Sprechwerk Theater Hamburg. 
Lauw arbeitet als freie darstellende Künstlerin in Hamburg.